# 小行星6084
小行星6084（6084 Bascom）是一颗绕太阳运转的小行星，为主小行星带小行星。该小行星于1985年2月12日发现。

## 轨道参数
小行星6084的轨道半长轴为2.3134680 UA，离心率为0.236。